# 直方駅
直方駅（のおがたえき）は、福岡県直方市大字山部にある九州旅客鉄道（JR九州）・平成筑豊鉄道の駅である。

## 概要
JR九州の筑豊本線と、平成筑豊鉄道の伊田線が乗り入れ、接続駅となっている。伊田線は当駅が起点である。また、筑豊本線は愛称の「福北ゆたか線」の区間に含まれている。JR九州には「JC19」、平成筑豊鉄道には「HC1」の駅番号が設定されている。
平成筑豊鉄道の駅については、2009年4月1日に北九州市に本社を置く鉄道車両部品販売・グラフィック業者の藤本興業が命名権（ネーミングライツ）を取得し、藤本興業 studiocanada 直方駅と呼称されていた。2022年9月現在は契約終了しており、直方駅に戻っている。
直方市の代表駅であり、新飯塚駅と並んで筑豊本線の主要駅となっている。駅に隣接して、電車・気動車の車両区である直方運輸センターおよび乗務員区である直方運輸センター、それらを統括する筑豊篠栗鉄道事業部がある。

## 歴史
直方駅は1891年（明治24年）8月30日に筑豊興業鉄道によって開設された。
1899年（明治32年）から、筑豊地区の石炭輸送の拠点駅とするために拡張工事が行われて、筑豊炭田の各地からやってくる石炭車がここで行き先別に編成しなおされて送り出されるようになった。13本の仕分け線が設けられ、2つの出発信号機が設置されて若松・西八幡・上戸畑へと送り出されていた。ヤードには照明灯が設けられ、昼夜を分かたず列車を送り出す作業が行われていた。1910年（明治43年）3月には新駅舎が建設された。
しかし、第二次世界大戦後はエネルギー革命により石炭の出荷が減少するようになり、筑豊地区では1958年（昭和33年）から石炭輸送が減少に転じた。これにより直方駅の作業も縮小されていき、1984年（昭和59年）2月1日に貨物取り扱いが廃止された。
2001年（平成13年）には電化が完成して電車が発着するようになるなど、その後は旅客駅として機能している。

### 年表
- 1891年（明治24年）8月30日：筑豊興業鉄道（1894年8月、筑豊鉄道に改称）が開設[1]。
- 1893年（明治26年）2月11日：直方 - 金田間に支線（伊田線）が開業[4]。
- 1897年（明治30年）10月1日：九州鉄道(初代)が筑豊鉄道を合併[5]。
- 1899年（明治32年）9月：石炭輸送の拠点駅とするための拡張工事が開始される。
- 1907年（明治40年）7月1日 - 九州鉄道（初代）が国有化され帝国鉄道庁の所管に[6]。
- 1910年（明治43年）3月1日：駅舎の改築工事が完成[7]。
- 1949年（昭和24年）5月20日：黒崎駅発 - 直方駅着のお召し列車が運転（昭和天皇の戦後巡幸）[8]。
- 1954年（昭和29年）：駅前に「坑夫の像」設置、鉄筋コンクリート製、重量約1.5トン[9]。
- 1960年（昭和35年）9月：気動車基地が完成する。
- 1966年（昭和41年）9月：西口が開業。
- 1984年（昭和59年）2月1日：貨物業務取扱廃止[10]。
- 1987年（昭和62年）4月1日：国鉄分割民営化に伴い、九州旅客鉄道（JR九州）の駅となる[10]。
- 1988年（昭和63年）3月：駅舎改築工事完成。
- 1989年（平成元年）10月1日：伊田線が平成筑豊鉄道に転換[4]。
- 1996年（平成8年）8月30日：駅前広場の「坑夫の像」を撤去[9]。
- 2000年（平成12年）12月19日：自動改札機を設置し、供用開始[11]。
- 2001年（平成13年）10月6日：直方 - 博多間に特急「かいおう」運転開始。
- 2009年（平成21年）
  - 3月1日：ICカード「SUGOCA」の利用を開始[12]。
  - 4月1日：平成筑豊鉄道の駅にネーミングライツにより「藤本興業studiocanada直方駅」となる[2]。
- 2011年（平成23年）4月29日：新たな駅舎の供用を開始し、旧駅舎の使用を前日限りで終了する。
- 2015年（平成27年）3月8日：山部口広場の供用を開始[13][14]。
- 2017年（平成29年）9月18日：午前5時20分ごろ、入換中の車両2両編成のうちの1両が脱線する事故が発生、中間 - 直方間で終日運転を見合わせた[15][16][17][18]。
- 2019年 (令和元年) 10月1日：平成筑豊鉄道全線において駅ナンバリング導入。
- 2020年（令和2年）6月4日：旧駅舎の車寄せを復元した直方駅前公園が完成し、落成式を実施[19]。
- 2023年（令和5年）10月1日：駅営業形態をJR九州サービスサポートによる業務委託駅から[20]、九州旅客鉄道本体による直営駅（拠点駅からの派出）へ変更[21]。

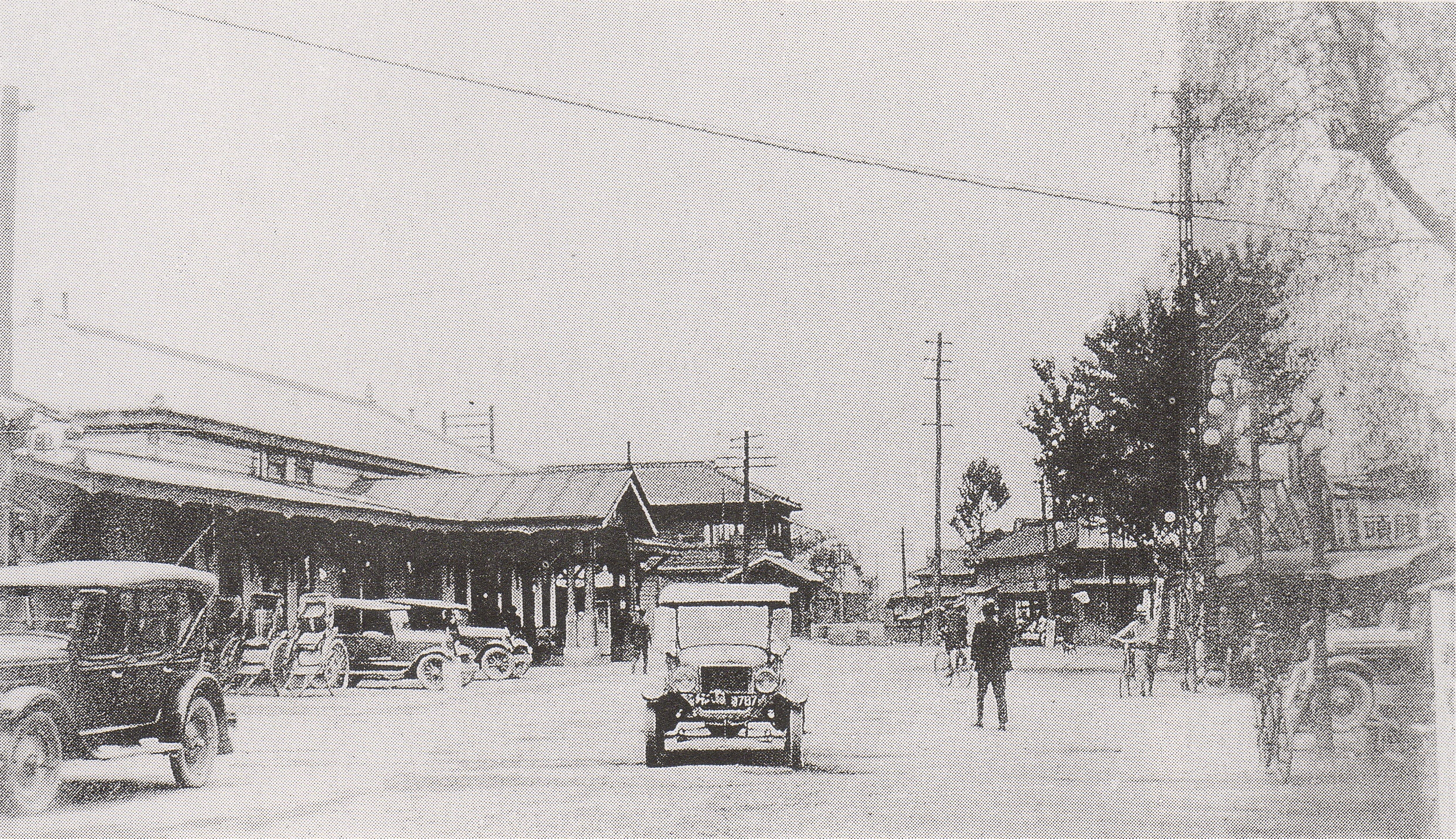
1928年（昭和3年）の直方駅
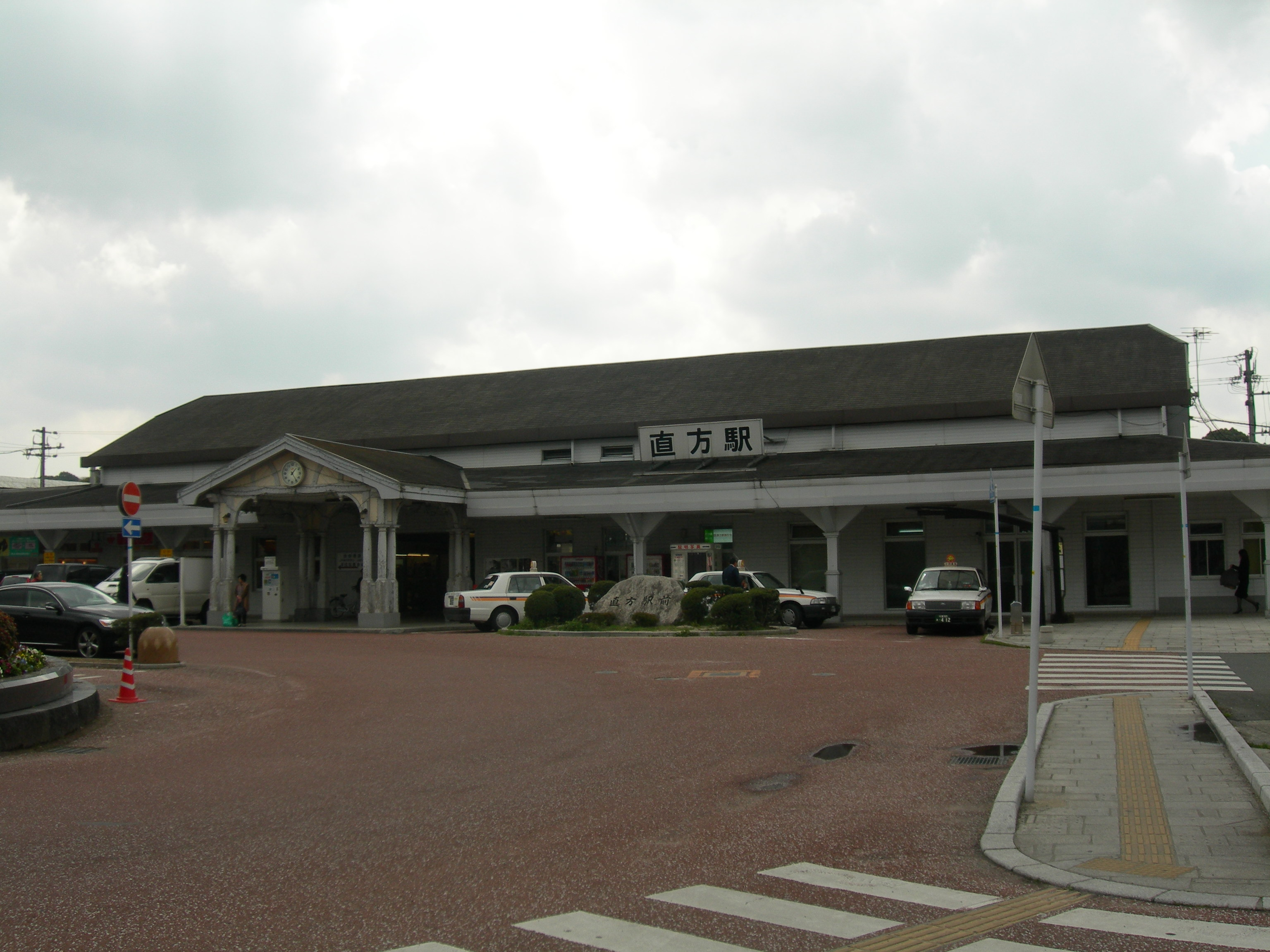
旧駅舎（2008年3月）
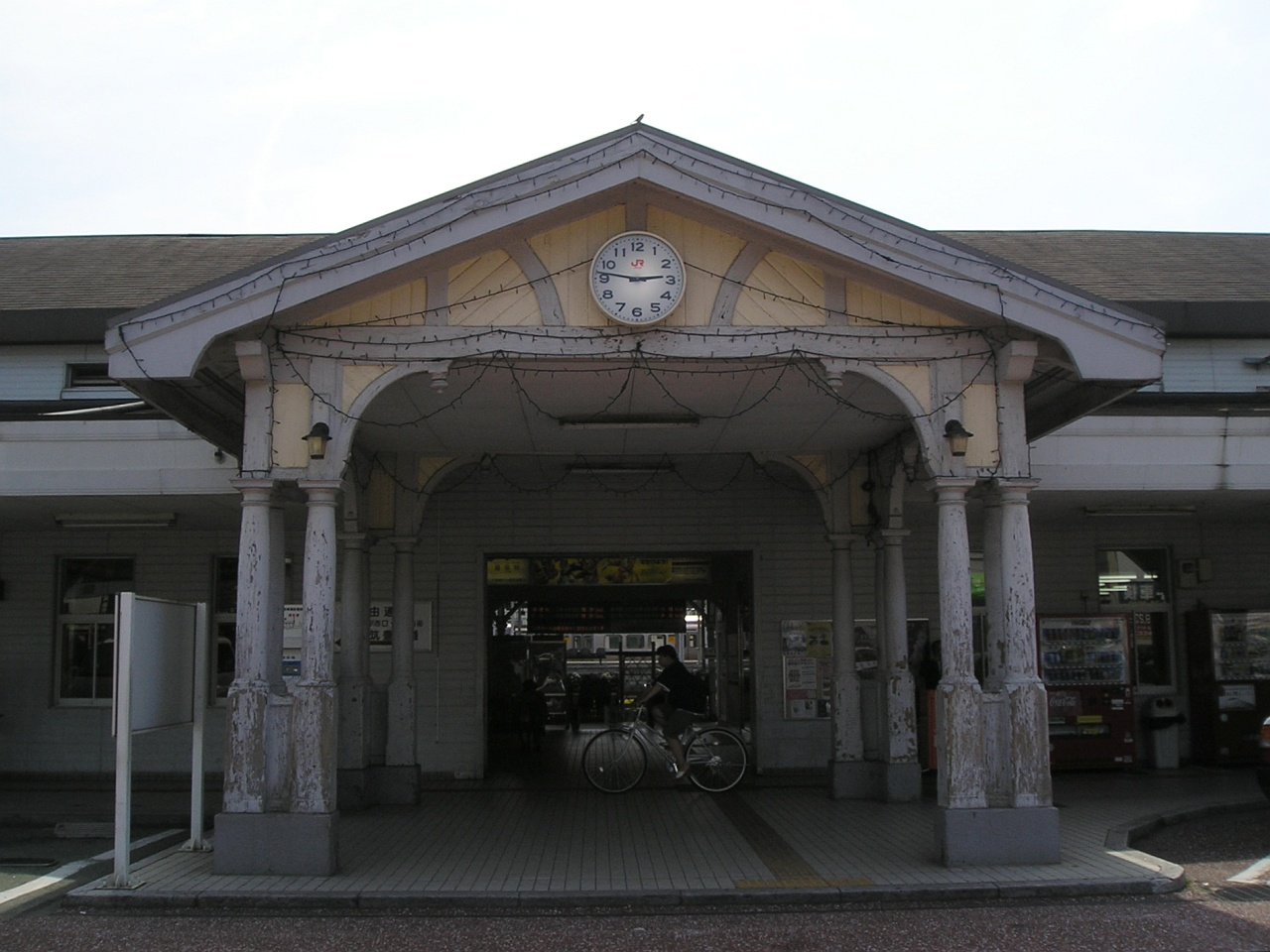
旧駅舎正面の車寄せ（2008年6月）

### 駅周辺整備と旧駅舎の保存議論
2011年に解体された旧駅本屋は明治時代に建築されたものである。木造駅舎でネオ・バロック様式の駅舎としては供用停止時点で九州最古であった。正面の車寄せには古代ギリシャ建築で用いられるエンタシス風の柱が立つ構造だった。
2006年、直方市が計画している駅周辺整備事業構想の中で駅舎の建て替え計画が浮上した。のち、市が2009年に策定した「中心市街地活性化基本計画」にもとづいて駅を中心とする約105ヘクタールを2010年から整備することとなった。このうち駅舎の改築についてはJR九州が、駅前ロータリーなどを市が事業化することとなり、駅舎については前記の通り、2011年4月29日に完成式典が行われ供用を開始した。
一方、旧駅舎は歴史的価値があるとされることから、建て替え計画当初より市民有志により保存が提唱されていた。2011年1月から直方文化遺産研究会が行った署名活動に対して1万7千人あまりの賛同があり市に提出されたが、これに対しても市は、文化財的価値について調査ののち施設の一部を残し解体するとした既定方針を堅持している。最終的に旧駅舎は2011年10月に解体された。
この駅舎は、初代の博多駅を移築したものであるという説があったが、直方市が島根大学総合理工学部の専門家に依頼して建築形式などを後世に残す目的で調査した結果では、明治期の資料に「新築」とあること、初代博多駅舎は吉塚駅に移築したという記録があること、木材の再利用の痕跡が見られなかったことなどから、博多駅舎を移築したものであるという説を否定した。
これに対し、「文化的価値を考慮せずに解体したのは文化財保護法などに違反し、違法」として市民8人が市長を相手取った解体費用9000万円の返還請求を福岡地方裁判所に提訴した。福岡地裁は2013年11月26日の判決で、旧駅舎が初代博多駅の移築であるという原告側の主張を退けながらも「相応の歴史的価値や一定の芸術性がある」と認定したが、市側が保存の検討など最低限の努力義務は果たしたとして、原告側の請求を棄却した。
旧駅舎の一部部材は市で保管されイベント広場に旧駅舎車寄せが移築復元されることになり、約250平方メートルの直方駅前公園が整備されてその中に復元が行われた。幅約5.5メートル、奥行き約4.5メートルで、公園のあずまやを兼ねている。

## 駅構造

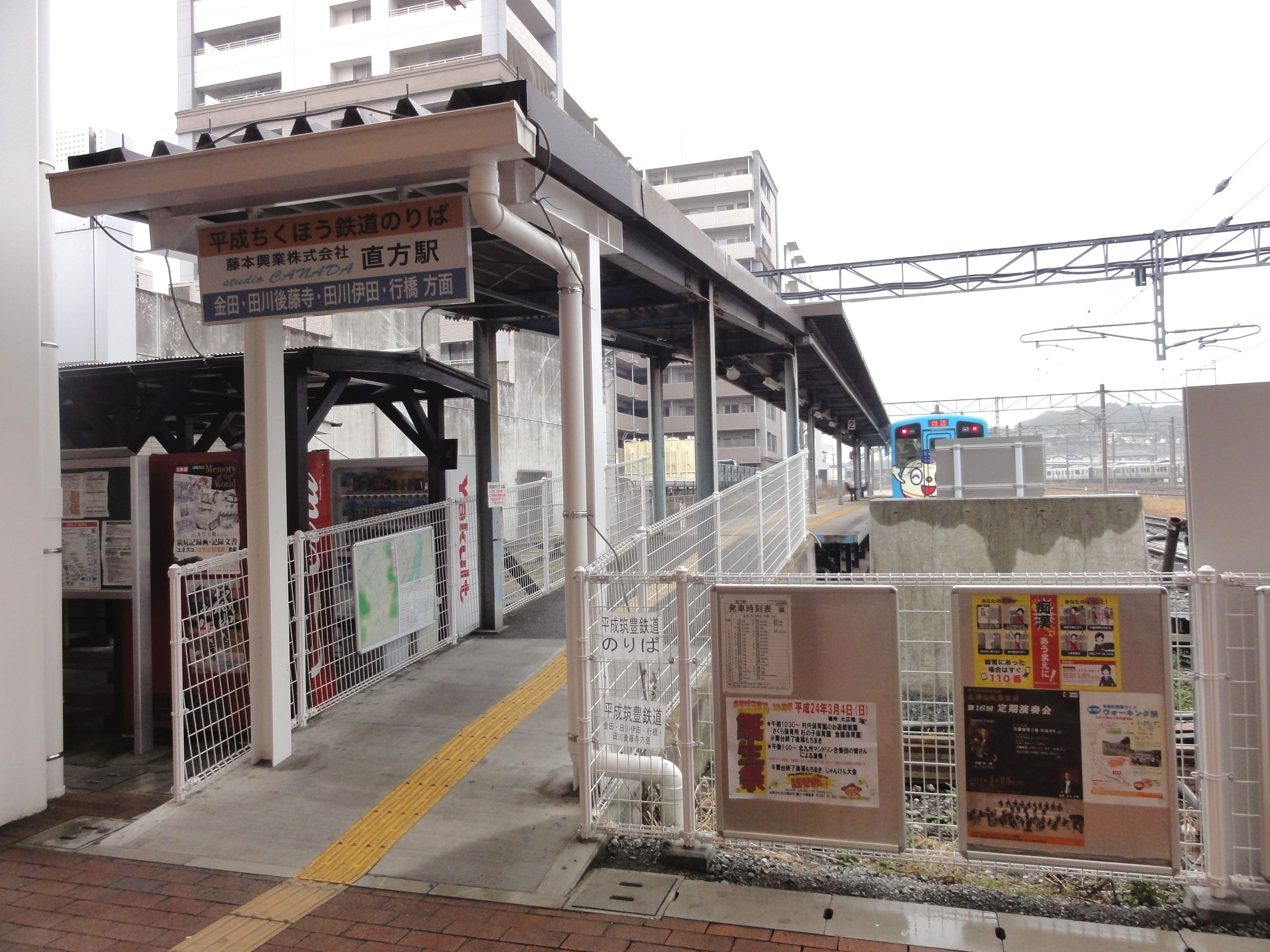
平成筑豊鉄道の駅施設（2012年3月）

JRは島式ホーム2面4線、平成筑豊鉄道は頭端式ホーム1面2線を有する地上駅である。JR九州本体による直営駅で、みどりの窓口が設置されている。
2011年4月29日に使用を開始した現駅舎は橋上駅舎となっており、2階建てで瓦葺風の柿渋色の大きな屋根が特徴である。約900平方メートルある駅舎の1階には7店舗が、2階には改札口など駅機能がそれぞれ設置されている。
なお、駅舎のデザインはJR九州の車両デザインなどを多く手がける水戸岡鋭治によるものである。旧駅舎にはなかったエレベーターとエスカレーター、公衆便所が設置されており、バリアフリーに対応している。平成筑豊鉄道のホーム入口もスロープとなっており、バリアフリー対応である。
旧駅舎の時はJRと平成筑豊鉄道の駅が離れており不便であったが、新駅が平成筑豊鉄道の駅寄りに作られたことにより乗り換えの便が改善されている。
また、直方市は須崎町土地区画整理事業・直方駅地区交通結節点改良事業として、駅周辺の大規模な区画整理などを行っている。

### のりば
| のりば       | 路線         | 方向 | 行先                                 | 備考          |
| ------------ | ------------ | ---- | ------------------------------------ | ------------- |
| JR九州       |              |      |                                      |               |
| 1・2         | 福北ゆたか線 | 下り | 桂川・長者原・博多方面               |               |
| 3・4         | 福北ゆたか線 | 上り | 折尾・黒崎・若松方面                 | 一部1番のりば |
| 平成筑豊鉄道 |              |      |                                      |               |
| 1・2         | ■伊田線      | 下り | 金田・田川伊田・田川後藤寺・行橋方面 |               |

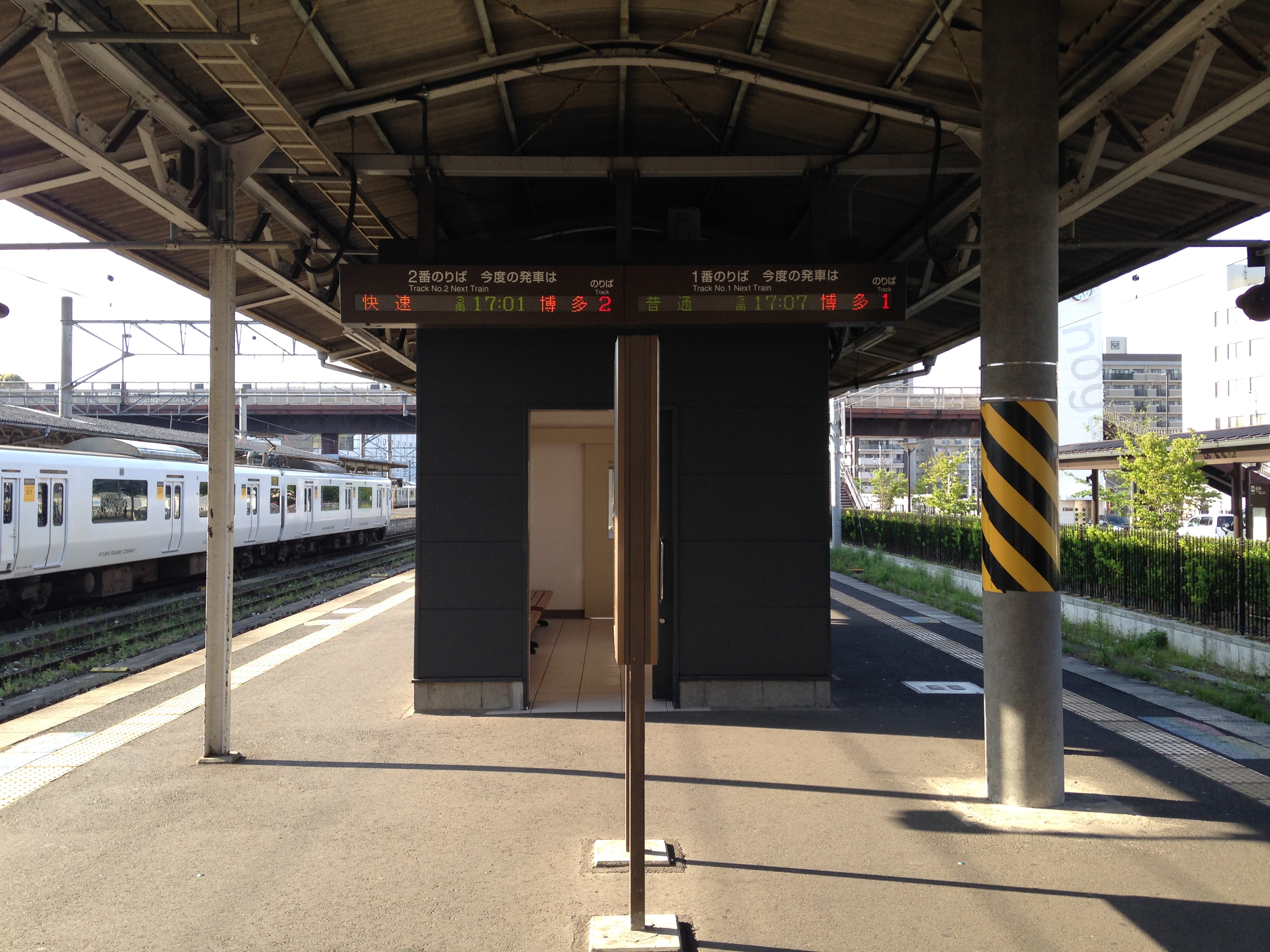
ホーム（JR九州 1番・2番のりば）
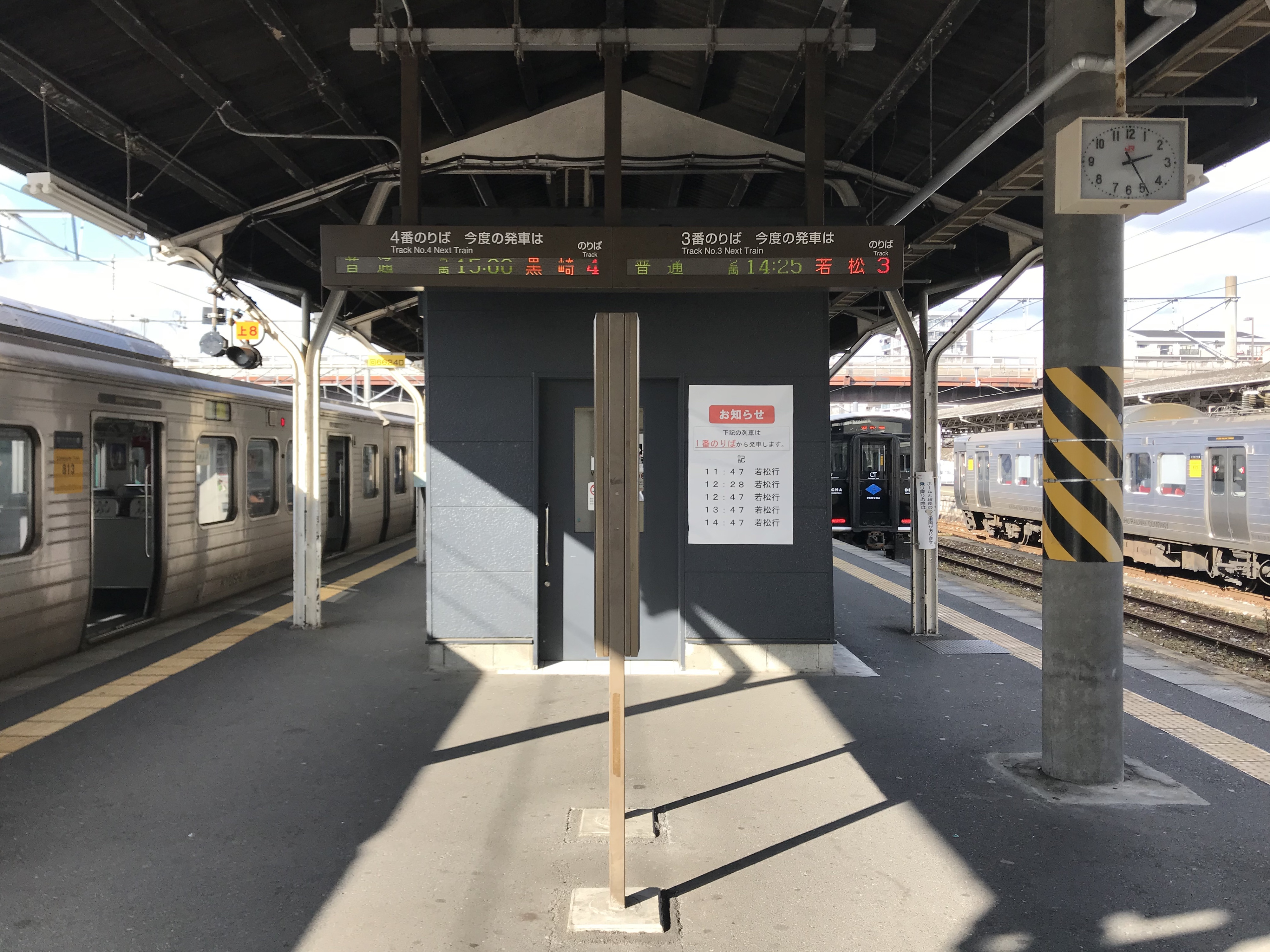
ホーム（JR九州 3番・4番のりば）
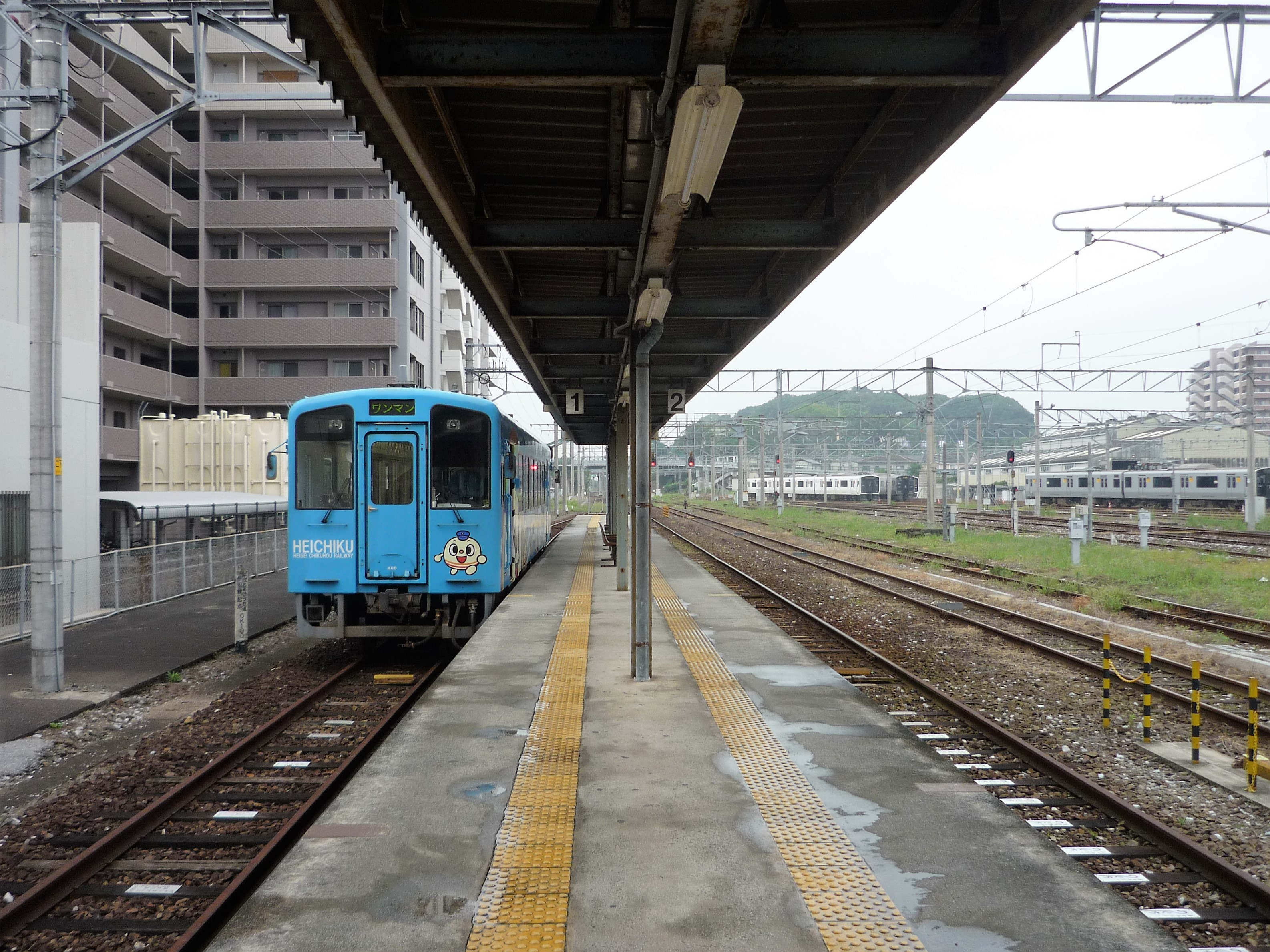
ホーム（平成筑豊鉄道 のりば）

### 駅前広場

駅前広場に設置されている魁皇の銅像

2006年（平成18年）度から進められた駅周辺の整備事業が直方市により進められ、2011年（平成23年）4月に駅舎が改築された。駅舎建て替えと同時に直方市によって整備された駅前広場も、水戸岡鋭治の監修によるものである。
2014年（平成26年）2月、駅前ロータリーにおいて路線バスの停留所とタクシー乗り場、自家用車用の乗降所の供用が開始され、同年には地元直方市出身の元大関・魁皇の銅像が設置された。
旧駅前ロータリーにあるモニュメント「太陽と月と川と」は1997年に設置された2代目のものであるが、駅前整備事業に伴って10メートルほど離れた交差点に移転する予定がある。なお、かつて設置されていたもの（炭坑夫の像）は、遠賀川河川敷に移設されている。
2015年（平城27年）4月1日に西口の「山部口広場」が完成し、タクシー乗り場と駐車場などの供用が開始された。

### 構内営業
駅構内には複数の店舗が入居している。
- 東筑軒（立ち食いうどん店） - かしわめしや折尾駅での駅弁の立ち売りで有名である。かしわうどんなどのうどんの他、後述の駅弁も扱っている[39]。
- トランドール
- 居酒屋魚民
- 大福はり・きゅう整骨院

### 駅弁
東筑軒が製造販売している。主な駅弁は下記の通り。
- 大名道中駕籠かしわ[1]
- かしわめし[1]

## 利用状況
- JR九州 - 2019年度の1日平均乗車人員は3,353人である。
- 平成筑豊鉄道 - 2019年度の1日平均乗降人員は1,534人である。

各年度の1日平均乗降・乗車人員の推移は下表のとおり。
| 年度   | 1日平均乗降人員 | 1日平均乗降人員 | 1日平均乗車人員 | 1日平均乗車人員 |
| 年度   | 九州旅客鉄道    | 平成筑豊鉄道    | 九州旅客鉄道    | 平成筑豊鉄道    |
| ------ | --------------- | --------------- | --------------- | --------------- |
| 2007年 | 6,223           | 1,653           |                 |                 |
| 2008年 | 6,293           | 1,774           |                 |                 |
| 2009年 | 6,270           | 1,674           |                 |                 |
| 2010年 | 6,424           | 1,620           |                 |                 |
| 2011年 | 6,654           | 1,497           |                 |                 |
| 2012年 | 6,763           | 1,502           |                 |                 |
| 2013年 | 6,777           | 1,456           |                 |                 |
| 2014年 | 6,437           | 1,463           |                 |                 |
| 2015年 | 6,682           | 1,422           |                 |                 |
| 2016年 | 6,600           | 1,520           |                 |                 |
| 2017年 | 非公開          | 1,469           | 3,401           | 801             |
| 2018年 | 非公開          | 1,531           | 3,345           | 773             |
| 2019年 | 非公開          | 1,534           | 3,353           | 776             |
| 2020年 | 非公開          | 1,042           | 2,487           | 587             |
| 2021年 | 非公開          | 1,162           | 2,674           |                 |

## 駅周辺
周辺は市の中心的な市街地となっているほか、ユメニティのおがた（市民ホール）・直方市立図書館・バス停（旧バスセンター）などが駅の近くに立地している。また、駅正面右手の「明治町アーケード」および、直方最大の商店街である「古町アーケード」も近い。駅正面から南へ10分ほど歩くと多賀神社、直方市石炭記念館、ギャラリーのぐち（雑貨・家具・陶磁器などの店舗が並んでいる）などが立地している。
名勝・旧跡
- 多賀神社
- 遠賀川河川敷（リバーサイドパーク）

官公庁・公共施設
- 直方市役所
- 福岡県直方総合庁舎・土木事務所
- 直方警察署駅前交番
- ユメニティのおがた（市民ホール）
- 須崎公園

文教施設
- 直方市立図書館
- 直方市石炭記念館（南へ徒歩15分ほど）[1]
- 直方歳時館（旧堀三太郎邸）
- 直方谷尾美術館
- 大和青藍高等学校
- 福岡県立鞍手高等学校
- 福岡県立直方高等学校
- 福岡県立筑豊高等学校
- 直方市立直方第二中学校
- 直方市立直方北小学校
- 中小企業大学校直方校

郵便局・金融機関
- 直方郵便局
- 直方須崎町郵便局
- 福岡銀行 直方支店
- 西日本シティ銀行 直方支店
- 福岡中央銀行直方支店

交通・道路
- 筑豊電気鉄道 筑豊直方駅（北東へ徒歩約10分）[1]
- 国道200号 日の出大橋
- 福岡県道27号直方芦屋線
- 福岡県道40号直方停車場線
- 福岡県道73号直方水巻線

医療機関
- 社会保険直方病院（2012年（平成24年）8月[35]）
- 医療法人 一寿会西尾病院
- 医療法人武田医院

## バス路線

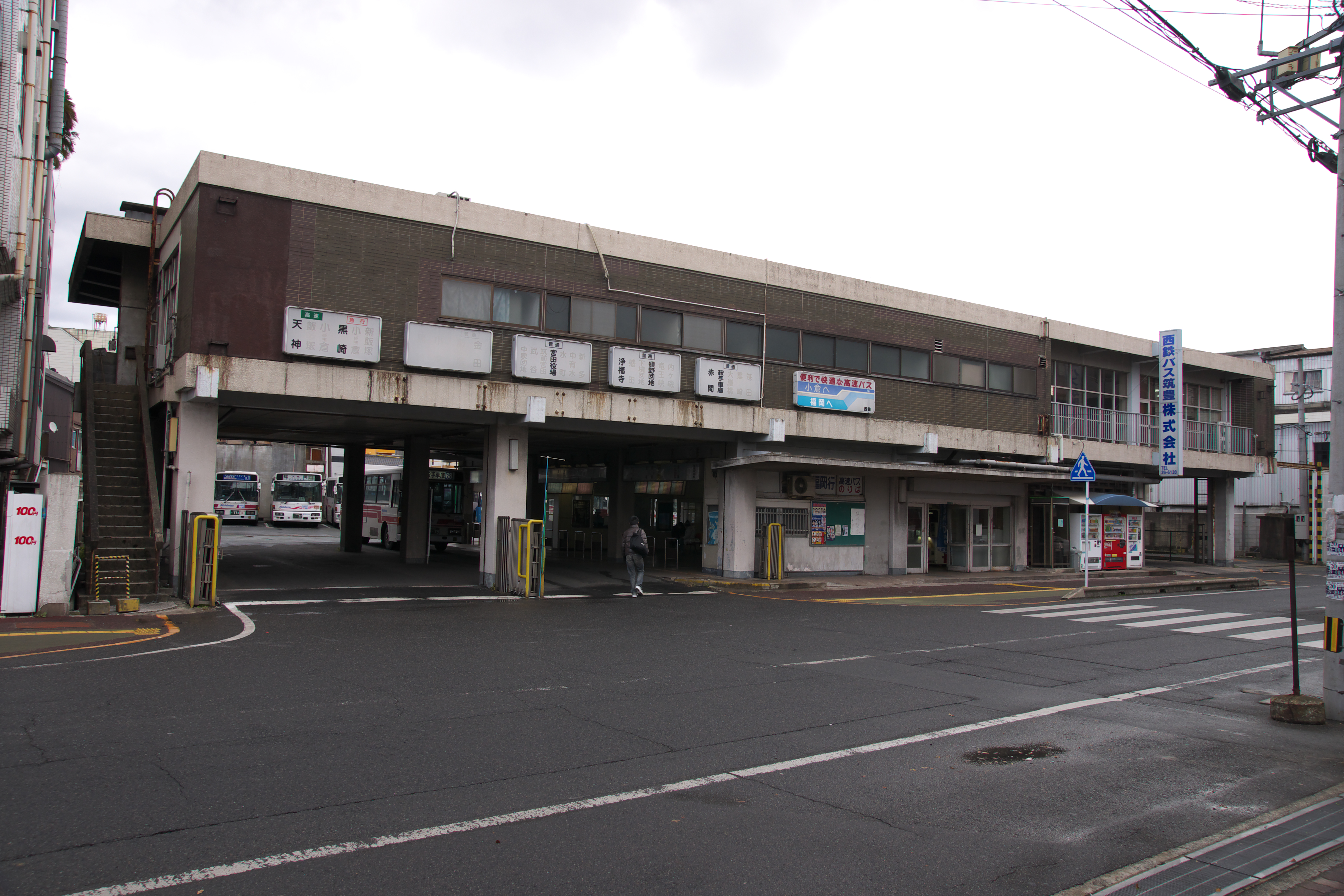
旧西鉄直方バスセンター（2007年12月・解体済み）

2019年2月現在、JR九州バス（直方線）、直方市コミュニティバスは駅前ロータリーのバス乗り場から発着し、西鉄バス（西鉄バス筑豊）は駅前の直方バス停（旧直方バスセンター）から発着している。
2014年2月、駅前ロータリーにバス乗り場が設置され、JR九州バス、西鉄バス（高速・特急バス除く）、直方市コミュニティバスの各路線の発着場所が集約された。かつては駅前にJR九州バス直方支店と西鉄直方バスセンターがあったが、いずれも解体撤去された。
2018年4月5日、ローソン西鉄バス直方店が開業し、西鉄バスは駅前ロータリー発着の路線バス、高速・急行バス乗降場がローソン横に移動した。

### JR九州バス
かつては直方市東部の内ヶ磯や市南部の武谷、赤池町（現 福智町）の赤池・上野峡、福間駅（福津市）への路線もあった。直方支店の廃止後、仮設バス停を経て、2014年2月より駅前ロータリーに乗り場が設置されている。 
- 直方駅 - 宮田 - 福丸 - 脇田温泉 - 博多駅（博多バスターミナル）

### 西鉄バス筑豊
2018年4月5日から駅前の直方バス停で乗り降りを取り扱っている（ローソン西鉄バス直方店併設）。
長年にわたり駅前に直方バスセンターを設置していたが、2015年の年末に同バスセンターの窓口やコインロッカーが閉鎖された。その後しばらく、待合スペースの椅子は使用可能であったが、2017年に建物自体も解体、撤去された。
福岡市や北九州市とを結ぶ都市間路線と直方市内と近隣を結ぶ路線の基点として、西日本鉄道系列のバスが乗り入れていた。
しかし、筑豊地区の人口減少およびモータリゼーションの進行、平成筑豊鉄道の開業などにより利用者の減少が進んだため、直方市内各方面や小竹町・飯塚市・北九州市折尾・旧赤池町（現福智町）・田川市方面への路線の多くが廃止となった。
- 高速 : 直方 - （九州自動車道経由） - 西鉄天神高速バスターミナル
- 急行 : 直方 - 馬場山 - 小嶺台 - 下上津役 - 引野口 - 黒崎
- 1（頓野ループ線） : 直方 - 西鉄直方 -筑豊高校 - 近津神社 - 頓野団地 - 直方高校 - 西鉄直方 - 直方
- 2（中原循環線))(上頓野地区） : 直方 - 西鉄直方営業所 - 筑豊高校 - 中原 - 道目木 - 出口 - 西鉄直方 - 日の出橋 - 直方
- 3（出口循環線)(上頓野地区） : 直方 - 西鉄直方営業所 - 筑豊高校 - 出口 - 道目木 - 中原 - 西鉄直方 - 日の出橋 - 直方
- 7 : 直方 - 市役所 - 溝堀三丁目 - 筑前上境 - 永満寺 ※JR九州バスより移管。
- 13 : 直方 - 感田電停 - 福岡ゆたか中央病院 - 王子宮（びっくり市前） - 浄福寺 - イオンモール直方
- 66 : 直方 - 新入本村 - 中山口 - 鞍手役場- JR遠賀川駅
- 68 : 直方 - 植木 - 五反田 - 鞍手役場 - JR遠賀川駅
- イオンシャトルA便 : 直方 - 日の出橋 - 感田電停 - 福岡ゆたか中央病院 - 王子宮 - イオンモール直方
- イオンシャトルB便 : 直方 - 日の出橋 - 感田電停 - 王子宮 - イオンモール直方

### 直方市コミュニティバス
2014年2月より、JRバスと同様に駅前ロータリーより発着している。
- 鴨生田団地線：直方駅 - 市役所前 - 鴨生田団地 - サンリブのおがた店
- 上頓野線：直方駅 - 会下団地 - 内ヶ磯口 - 上頓野 - 竜王峡
- 武谷線：直方駅 - 市役所前 - 須賀神社前 - 武谷 - ゴルフ場前
- 感田線：直方駅 - 王子団地 - 湯野原 - 行常集会所
- 植木線：直方駅 - サンリブのおがた店 - 天神団地 - 本横公民館 - 下町公民館 - 筑前植木駅 - 光田公民館
- 赤地新入線：緑光苑 - 赤地 - 市役所前 - 直方駅 - 鴨生田団地 - サンリブのおがた店

## 隣の駅
九州旅客鉄道（JR九州）
 福北ゆたか線（筑豊本線）
- 特急「かいおう」発着駅

■快速（新入方は下りのみ運転）
新入駅（JC20） → 直方駅（JC19） - 小竹駅（JC17）
■普通
新入駅（JC20） - 直方駅（JC19） - 勝野駅（JC18）
平成筑豊鉄道
■伊田線 
直方駅 (HC1)   - 南直方御殿口駅 (HC2)　